# Polyscias nothisii
Polyscias nothisii là một loài thực vật thuộc họ Araliaceae. Đây là loài đặc hữu của New Caledonia.